# التعليم في تركيا

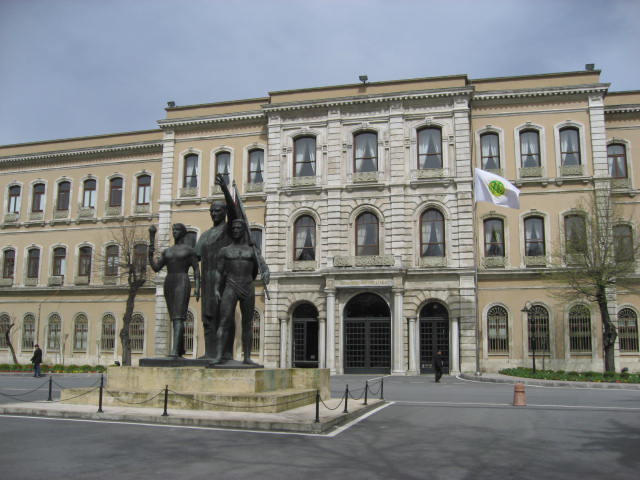
المبنى الرئيسي لجامعة إسطنبول وأمامه تمثال أتاتورك.

يخضع التعليم في تركيا ضمن إطار وطني تم إنشاؤه بما يتماشى مع إصلاحات أتاتورك. ويهدف هذا النظام الذي تشرف عليه الدولة إلى تنمية طبقة مهنية ماهرة لدعم المؤسسات الاجتماعية والاقتصادية في البلاد. يمتد التعليم الإلزامي لمدة 12 عامًا، حيث تمول الدولة التعليم الابتدائي والثانوي ويتم تقديمه مجانًا في المدارس العامة للأطفال الذين تتراوح أعمارهم بين 6 إلى 19 عامًا
تمتلك تركيا أكثر من 200 جامعة اعتبارًا من عام 2022. ويحدد ÖSYS (امتحان اختيار الطلاب وتحديد المستوى) تعيين خريجي المدارس الثانوية في الجامعة وفقًا لأدائهم. يتكون النظام التعليمي في تركيا من:

## التعليم الابتدائي
حوالي 25% من سكان تركيا هم في سن التعليم الإجباري، الذي ارتفع من سن الخامسة لحد سن الثامنة عشرة في عام 1997. بعد ذلك يدخل الطلاب مرحلة ثانوية تتكون من أربع سنوات. أصبح بإمكان طلاب المدارس ابتداء من العام الدراسي 2004/2005 اختيار لغة أجنبية ثانية. يعاني النظام التعليمي المدرسي التركي بشكل عام من نقص في الموارد والميزانية وكثرة طلاب المدارس. الهوة الاقتصادية بين الشرق والغرب في تركيا تعكس نفسها على الوضع التعليمي لسكان هذه المناطق. على سبيل المثال هناك صفوف مدارس في المناطق الشرقية تحتوي على خمسين طالب في الصف الواحد. تبلغ نسبة التسجيل المدرسي حوالي 93% من مجمل عدد السكان تحت هذه الفئة. تبلغ نسبة الأمية بين الرجال 6% وبين النساء 18% من مجموع عدد السكان حسب إحصاءات عام 2000. بدأت وزارتا الصحة والتربية والتعليم بتنفيذ القرار الذي يخص 16 مليون طالب والذي اتفقا عليه لمنع بيع المشروبات الغازية في الحوانيت المدرسية وبيع مشروب اللبن الرائق بدلا منها. وينص القرار بمنع بيع الهامبرجر أيضا.

## التعليم المتوسط والثانوي
أصبح بالإمكان الالتحاق بمدارس إمام خطيب أو المدارس التركية العادية، وكلاهما يؤهل للدخول لجميع الجامعات والمعاهد.

## التعليم العالي

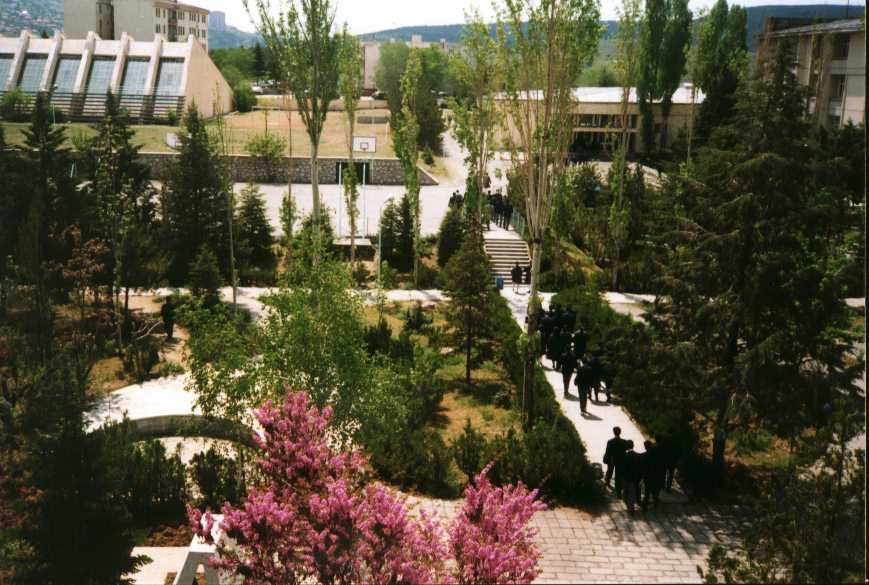
أنقرة العلوم الثانوية في أنقرة.

أصبحت كافة المدن التركية تضم جامعات ومعاهد وكليات بفضل ارتفاع عدد الجامعات من 76 جامعة قبل 10 سنوات إلى 146 جامعة. وقد بلغ عدد الطلاب الجامعيين 3 مليون 107 ألف طالب سنة 2010 بينما كان 2 مليون 949 فيما مضى، وقد تم تخصيص مبلغ 11,5 مليار ليرة للجامعات لسنة 2011. يبلغ تعداد طاقم التدريس الجامعي حوالي 77،100. يتم مراقبة وإدارة التعليم العالي من قبل مجلس التعليم العالي (YÖK)، الذي تم إنشاءه عام 1981. يجب على الطالب الراغب في تكملة تعليمه الجامعي في تركيا في أحد الجامعات الحكومية تأدية امتحان قبول للجامعات يوس (YÖS) ونجاحه فيه، إلى جانب درجته في امتحان الشهادة الثانوية، ذلك يحدد الجامعة والتخصص التي سيدرسه. هناك حوالي 16 ألف طالب أجنبي يدرسون في تركيا، معظمهم أتى من دول آسيا الوسطى، المتأثرة بالثقافة التركية.
- مع أن معظم سكان تركيا مسلمون، إلا أنه كان هناك حظر حكومي على ارتداء الحجاب في المدارس والجامعات التركية والدوائر الحكومية. تم تطبيق هذا القانون امتدادا للفكر الكمالي الداعي للعلمانية ولجعل المدارس والجامعات خالية من التأثير الديني على الأقل من الناحية الشكلية ولكن ألغي هذا الحظر جزئياً عن المدارس في 2012/11/28 وكلياً في 2013/10/9 . هناك معارضة لهذا القانون وخاصة من السكان المحافظين الذين يرون فيه تقييدا لحريتهم الدينية التي يشملها الدستور التركي وتم نقاش هذا الموضوع مرارا. ستقوم توكي (مؤسسة إنشاء المساكن الجماعية) بإنشاء مباني أشهر كليتي طب في تركيا هما كلية طب جراح باشا وكلية طب تشبة لقدمهما ولإصابتهما بأضرار في الزلزال الذي ضرب إسطنبول قبل عدة سنوات. حيث سيتم هدم المبنيين وانشائهما من جديد.[6]

تم اختيار ست جامعات تركية ضمن قائمة الجامعات الـ 500 الجيدة التي تقوم «اونيفرسيتي رانجنك باي اكاديميك بيرفورمانس» التي تم تشكيلها ضمن معهد اينفورماتك في جامعة الشرق الأوسط كل سنة:[بحاجة لمصدر]
1. جامعة الشرق الأوسط التقنية في المركز 375.
2. جامعة إيجة في المركز 467.
3. جامعة حجة تبة في المركز 489.
4. جامعة غازي في المركز 493.
5. جامعة أنقرة في المركز 496.
6. جامعة اسطنبول 497.

## البحث العلمي
واليوم يوجد في تركيا 70 ألف باحث يعمل بدوام تام، وبإضافة البقية يرتفع عدد الباحثين إلى 150 ألف. ولكن هذا العدد غير كاف لأننا إذا مانظرنا مثلاً إلى ألمانيا البالغ عدد سكانها نحو 82.5 مليون نسمة نجد أن هذا العدد يتجاوز الـ 500 ألف باحث. رفعت تركيا ميزانية البحوث والدراسات العلمية إلى 8.5 مليار ليرة في عام 2009 وبالتالي أصبحت أسرع دول منظمة التعاون الاقتصادي والتنمية الدولية في مضاعفة مخصصات البحوث والدراسات العلمية.
تعد تركيا من بين أفضل 50 دولة ابتكارًا في العالم، حيث تحتل المرتبة 39 على مستوى العالم وفق مؤشر الابتكار العالمي عام 2023؛ ويمثل ذلك زيادة كبيرة منذ عام 2011، حيث احتلت المرتبة 65 حينها. وما لبثت أن تقدمت للمركز 37 وفق مؤشر الابتكار العالمي لعام 2024.